# Medagliati olimpici nel canottaggio maschile
Elenco dei vincitori di medaglia olimpica nel canottaggio.

## Albo d'oro

### Singolo (1x)
| Edizione                                                            | Oro                                                                 | Argento                                           | Bronzo                                            |
| ------------------------------------------------------------------- | ------------------------------------------------------------------- | ------------------------------------------------- | ------------------------------------------------- |
| Parigi 1900                                                         | Hermann Barrelet                                                    | André Gaudin                                      | Saint-George Ashe                                 |
| Saint Louis 1904                                                    | Frank Greer                                                         | James Juvenal                                     | Constance Titus                                   |
| Atene 1906                                                          | Gaston Delaplane                                                    | Joseph Larran                                     | —                                                 |
| Londra 1908                                                         | Harry Blackstaffe                                                   | Alexander McCulloch                               | Bernhard von Gaza                                 |
| Londra 1908                                                         | Harry Blackstaffe                                                   | Alexander McCulloch                               | Károly Levitzky                                   |
| Stoccolma 1912                                                      | Wally Kinnear                                                       | Polydore Veirman                                  | Everard Butler                                    |
| Stoccolma 1912                                                      | Wally Kinnear                                                       | Polydore Veirman                                  | Mart Kuusik                                       |
| Anversa 1920                                                        | Jack Kelly                                                          | Jack Beresford                                    | Clarence Hadfield D'Arcy                          |
| Parigi 1924                                                         | Jack Beresford                                                      | William Gilmore                                   | Josef Schneider                                   |
| Amsterdam 1928                                                      | Bobby Pearce                                                        | Kenneth Myers                                     | David Collet                                      |
| Los Angeles 1932                                                    | Bobby Pearce                                                        | William Miller                                    | Guillermo Douglas                                 |
| Berlino 1936                                                        | Gustav Schäfer                                                      | Josef Hasenöhrl                                   | Daniel Barrow                                     |
| Londra 1948                                                         | Mervyn Wood                                                         | Eduardo Risso                                     | Romolo Catasta                                    |
| Helsinki 1952                                                       | Jurij Tjukalov                                                      | Mervyn Wood                                       | Teodor Kocerka                                    |
| Melbourne 1956                                                      | Vjačeslav Ivanov                                                    | Stuart MacKenzie                                  | Jack Kelly                                        |
| Roma 1960                                                           | Vjačeslav Ivanov                                                    | Achim Hill                                        | Teodor Kocerka                                    |
| Tokyo 1964                                                          | Vjačeslav Ivanov                                                    | Achim Hill                                        | Gottfried Kottmann                                |
| Città del Messico 1968                                              | Henri Jan Wienese                                                   | Jochen Meißner                                    | Alberto Demiddi                                   |
| Monaco di Baviera 1972                                              | Jurij Malyšev                                                       | Alberto Demiddi                                   | Wolfgang Güldenpfennig                            |
| Montréal 1976                                                       | Pertti Karppinen                                                    | Peter-Michael Kolbe                               | Joachim Dreifke                                   |
| Mosca 1980                                                          | Pertti Karppinen                                                    | Vasilij Jakuša                                    | Peter Kersten                                     |
| Los Angeles 1984                                                    | Pertti Karppinen                                                    | Peter-Michael Kolbe                               | Robert Mills                                      |
| Seul 1988                                                           | Thomas Lange                                                        | Peter-Michael Kolbe                               | Eric Verdonk                                      |
| Barcellona 1992                                                     | Thomas Lange                                                        | Vaclav Chalupa                                    | Kajetan Broniewski                                |
| Atlanta 1996                                                        | Xeno Müller                                                         | Derek Porter                                      | Thomas Lange                                      |
| Sydney 2000                                                         | Rob Waddell                                                         | Xeno Müller                                       | Marcel Hacker                                     |
| Atene 2004                                                          | Olaf Tufte                                                          | Jüri Jaanson                                      | Ivo Yanakiev                                      |
| Pechino 2008                                                        | Olaf Tufte                                                          | Ondřej Synek                                      | Mahé Drysdale                                     |
| Londra 2012                                                         | Mahé Drysdale                                                       | Ondřej Synek                                      | Alan Campbell                                     |
| Rio de Janeiro 2016                                                 | Mahé Drysdale                                                       | Damir Martin                                      | Ondřej Synek                                      |
| Tokyo 2020                                                          | Stefanos Ntouskos                                                   | Kjetil Borch                                      | Damir Martin                                      |
| Parigi 2024                                                         | Oliver Zeidler                                                      | Yauheni Zalaty                                    | Simon van Dorp                                    |
| Atleta meglio premiato: Vjačeslav Ivanov e Pertti Karppinen (3/0/0) | Atleta meglio premiato: Vjačeslav Ivanov e Pertti Karppinen (3/0/0) | Nazione meglio premiata: Unione Sovietica (5/1/0) | Nazione meglio premiata: Unione Sovietica (5/1/0) |

### Due di coppia (2x)
| Edizione                                                   | Oro                                                      | Argento                                              | Bronzo                                               |
| ---------------------------------------------------------- | -------------------------------------------------------- | ---------------------------------------------------- | ---------------------------------------------------- |
| Saint Louis 1904                                           | Stati Uniti John Mulcahy - William Varley                | Stati Uniti Jamie McLoughlin - John Hoben            | Stati Uniti Joseph Ravannack - John Wells            |
| Evento non incluso nel programma olimpico dal 1908 al 1912 |                                                          |                                                      |                                                      |
| Anversa 1920                                               | Stati Uniti Paul Costello - Jack Kelly                   | Italia Pietro Annoni - Erminio Dones                 | Francia Gaston Giran - Alfred Plé                    |
| Parigi 1924                                                | Stati Uniti Paul Costello - Jack Kelly                   | Francia Marc Detton - Jean-Pierre Stock              | Svizzera Rudolf Bosshard - Heinrich Thoma            |
| Amsterdam 1928                                             | Stati Uniti Paul Costello - Charles McIlvaine            | Canada Joseph Wright Jr. - Jack Guest                | Austria Leo Losert - Viktor Flessl                   |
| Los Angeles 1932                                           | Stati Uniti Kenneth Myers - William Gilmore              | Germania Herbert Buhtz - Gerhard Boetzelen           | Canada Charles Edward Pratt - Noël de Mille          |
| Berlino 1936                                               | Gran Bretagna Jack Beresford - Dick Southwood            | Germania Willi Kaidel - Joachim Pirsch               | Polonia Roger Verey - Jerzy Ustupski                 |
| Londra 1948                                                | Gran Bretagna Dickie Burnell - Bertie Bushnell           | Danimarca Ebbe Parsner - Aage Larsen                 | Uruguay William Jones - Juan Rodríguez               |
| Helsinki 1952                                              | Argentina Tranquilo Capozzo - Eduardo Guerrero           | Unione Sovietica Heorhiy Žylin - Ihor Jemčuk         | Uruguay Miguel Seijas - Juan Rodríguez               |
| Melbourne 1956                                             | Unione Sovietica Aleksandr Berkutov - Jurij Tjukalov     | Stati Uniti Pat Costello - James Gardiner            | Australia Murray Riley - Mervyn Wood                 |
| Roma 1960                                                  | Cecoslovacchia Václav Kozák - Pavol Schmidt              | Unione Sovietica Aleksandr Berkutov - Jurij Tjukalov | Svizzera Ernst Hürlimann - Rolf Larcher              |
| Tokyo 1964                                                 | Unione Sovietica Oleg Tjurin - Boris Dubrovskij          | Stati Uniti Seymour Cromwell - Jim Storm             | Cecoslovacchia Vladimír Andrs - Pavel Hofmann        |
| Città del Messico 1968                                     | Unione Sovietica Aleksandr Timošinin - Anatolij Sass     | Paesi Bassi Harry Droog - Leendert van Dis           | Stati Uniti John Nunn - Bill Maher                   |
| Monaco di Baviera 1972                                     | Unione Sovietica Aleksandr Timošinin - Gennadij Koršikov | Norvegia Frank Hansen - Svein Thøgersen              | Germania Est Joachim Böhmer - Hans-Ulrich Schmied    |
| Montréal 1976                                              | Norvegia Frank Hansen - Alf Hansen                       | Gran Bretagna Chris Baillieu - Michael Hart          | Germania Est Jürgen Bertow - Hans-Ulrich Schmied     |
| Mosca 1980                                                 | Germania Est Joachim Dreifke - Klaus Kröppelien          | Jugoslavia Zoran Pančić - Milorad Stanulov           | Cecoslovacchia Zdeněk Pecka - Václav Vochoska        |
| Los Angeles 1984                                           | Stati Uniti Brad Alan Lewis - Paul Enquist               | Belgio Dirk Crois - Pierre-Marie Deloof              | Jugoslavia Zoran Pančić - Milorad Stanulov           |
| Seul 1988                                                  | Paesi Bassi Nico Rienks - Ronald Florijn                 | Svizzera Beat Schwerzmann - Ueli Bodenmann           | Unione Sovietica Oleksandr Marčenko - Vasilij Jakuša |
| Barcellona 1992                                            | Australia Peter Antonie - Stephen Hawkins                | Austria Arnold Jonke - Christoph Zerbst              | Paesi Bassi Henk-Jan Zwolle - Nico Rienks            |
| Atlanta 1996                                               | Italia Agostino Abbagnale - Davide Tizzano               | Norvegia Steffen Størseth - Kjetil Undset            | Francia Frédéric Kowal - Samuel Barathay             |
| Sydney 2000                                                | Slovenia Luka Špik - Iztok Čop                           | Norvegia Olaf Tufte - Fredrik Bekken                 | Italia Giovanni Calabrese - Nicola Sartori           |
| Atene 2004                                                 | Francia Sébastien Vieilledent - Adrien Hardy             | Slovenia Iztok Čop - Luka Špik                       | Italia Rossano Galtarossa - Alessio Sartori          |
| Pechino 2008                                               | Australia David Crawshay - Scott Brennan                 | Estonia Tõnu Endrekson - Jüri Jaanson                | Gran Bretagna Matthew Wells - Stephen Rowbotham      |
| Londra 2012                                                | Nuova Zelanda Nathan Cohen - Joseph Sullivan             | Italia Alessio Sartori - Romano Battisti             | Slovenia Luka Špik - Iztok Čop                       |
| Rio de Janeiro 2016                                        | Croazia Martin Sinković - Valent Sinković                | Lituania Mindaugas Griškonis - Saulius Ritter        | Norvegia Kjetil Borch - Olaf Tufte                   |
| Tokyo 2020                                                 | Francia Hugo Boucheron - Matthieu Androdias              | Paesi Bassi Melvin Twellaar - Stef Broenink          | Cina Liu Zhiyu - Liang Zhang                         |
| Parigi 2024                                                | Romania Andrei Cornea - Marian Enache                    | Paesi Bassi Melvin Twellaar - Stef Broenink          | Irlanda Daire Lynch - Philip Doyle                   |
| Nazione meglio premiata: Stati Uniti (6/3/2)               |                                                          |                                                      |                                                      |

### Quattro di coppia (4x)
| Edizione                                  | Oro            | Argento          | Bronzo         |
| ----------------------------------------- | -------------- | ---------------- | -------------- |
| Montréal 1976                             | Germania Est   | Unione Sovietica | Cecoslovacchia |
| Mosca 1980                                | Germania Est   | Unione Sovietica | Bulgaria       |
| Los Angeles 1984                          | Germania Ovest | Australia        | Canada         |
| Seul 1988                                 | Italia         | Norvegia         | Germania Est   |
| Barcellona 1992                           | Germania       | Norvegia         | Italia         |
| Atlanta 1996                              | Germania       | Stati Uniti      | Australia      |
| Sydney 2000                               | Italia         | Paesi Bassi      | Germania       |
| Atene 2004                                | Russia         | Rep. Ceca        | Ucraina        |
| Pechino 2008                              | Polonia        | Italia           | Francia        |
| Londra 2012                               | Germania       | Croazia          | Australia      |
| Rio de Janeiro 2016                       | Germania       | Australia        | Estonia        |
| Tokyo 2020                                | Paesi Bassi    | Gran Bretagna    | Australia      |
| Parigi 2024                               | Paesi Bassi    | Italia           | Polonia        |
| Nazione meglio premiata: Germania (4/0/1) |                |                  |                |

### Due senza (2-)
| Edizione                                                   | Oro                                                | Argento                                               | Bronzo                                                         |
| ---------------------------------------------------------- | -------------------------------------------------- | ----------------------------------------------------- | -------------------------------------------------------------- |
| Saint Louis 1904                                           | Stati Uniti Robert Farnan - Joseph Ryan            | Stati Uniti John Mulcahy - William Varley             | Stati Uniti John Joachim - Joseph Buerger                      |
| Londra 1908                                                | Gran Bretagna John Fenning - Gordon Thomson        | Gran Bretagna George Fairbairn - Philip Verdon        | Canada Frederick Toms - Norway Jackes                          |
| Londra 1908                                                | Gran Bretagna John Fenning - Gordon Thomson        | Gran Bretagna George Fairbairn - Philip Verdon        | Germania Martin Stahnke - Willy Düskow                         |
| Evento non incluso nel programma olimpico dal 1912 al 1920 |                                                    |                                                       |                                                                |
| Parigi 1924                                                | Paesi Bassi Teun Beijnen - Willy Rösingh           | Francia Maurice Bouton - Georges Piot                 | —                                                              |
| Amsterdam 1928                                             | Germania Kurt Moeschter - Bruno Müller             | Gran Bretagna Terence O'Brien - Robert Nisbet         | Stati Uniti Paul McDowell - John Schmitt                       |
| Los Angeles 1932                                           | Gran Bretagna Lewis Clive - Hugh Edwards           | Nuova Zelanda Cyril Stiles - Fred Thompson            | Polonia Henryk Budziński - Jan Krenz-Mikołajczak               |
| Berlino 1936                                               | Germania Willi Eichhorn - Hugo Strauß              | Danimarca Harry Larsen - Peter Olsen                  | Argentina Horacio Podestá - Julio Curatella                    |
| Londra 1948                                                | Gran Bretagna John Wilson - Ran Laurie             | Svizzera Hans Kalt - Josef Kalt                       | Italia Felice Fanetti - Bruno Boni                             |
| Helsinki 1952                                              | Stati Uniti Charlie Logg - Thomas Price            | Belgio Michel Knuysen - Bob Baetens                   | Svizzera Kurt Schmid - Hans Kalt                               |
| Melbourne 1956                                             | Stati Uniti James Fifer - Duvall Hecht             | Unione Sovietica Igor' Buldakov - Viktor Ivanov       | Austria Josef Kloimstein - Alfred Sageder                      |
| Roma 1960                                                  | Unione Sovietica Valentin Borejko - Oleg Golovanov | Austria Josef Kloimstein - Alfred Sageder             | Finlandia Veli Lehtelä - Toimi Pitkänen                        |
| Tokyo 1964                                                 | Canada George Hungerford - Roger Jackson           | Paesi Bassi Steven Blaisse - Ernst Veenemans          | Squadra Unificata Tedesca Michael Schwan - Wolfgang Hottenrott |
| Città del Messico 1968                                     | Germania Est Jörg Lucke - Heinz-Jürgen Bothe       | Stati Uniti Larry Hough - Philip Johnson              | Paesi Bassi Peter Christiansen - Ib Larsen                     |
| Monaco di Baviera 1972                                     | Germania Est Siegfried Brietzke - Wolfgang Mager   | Svizzera Heinrich Fischer - Alfred Bachmann           | Paesi Bassi Roel Luynenburg - Ruud Stokvis                     |
| Montréal 1976                                              | Germania Est Bernd Landvoigt - Jörg Landvoigt      | Stati Uniti Calvin Coffey - Michael Staines           | Germania Ovest Peter van Roye - Thomas Strauß                  |
| Mosca 1980                                                 | Germania Est Bernd Landvoigt - Jörg Landvoigt      | Unione Sovietica Jurij Pimenov - Nikolaj Pimenov      | Gran Bretagna Charles Wiggin - Malcolm Carmichael              |
| Los Angeles 1984                                           | Romania Petru Iosub - Valer Toma                   | Spagna Fernando Climent - Luis María Lasúrtegui       | Norvegia Hans Magnus Grepperud - Sverre Løken                  |
| Seul 1988                                                  | Gran Bretagna Andy Holmes - Steve Redgrave         | Romania Dănuț Dobre - Dragoș Neagu                    | Jugoslavia Sadik Mujkič - Bojan Prešern                        |
| Barcellona 1992                                            | Gran Bretagna Matthew Pinsent - Steve Redgrave     | Germania Colin von Ettingshausen - Peter Hoeltzenbein | Slovenia Iztok Čop - Denis Žvegelj                             |
| Atlanta 1996                                               | Gran Bretagna Matthew Pinsent - Steve Redgrave     | Australia David Weightman - Robert Scott              | Francia Michel Andrieux - Jean-Christophe Rolland              |
| Sydney 2000                                                | Francia Michel Andrieux - Jean-Christophe Rolland  | Stati Uniti Ted Murphy - Sebastian Bea                | Australia Matthew Long - James Tomkins                         |
| Atene 2004                                                 | Australia Drew Ginn - James Tomkins                | Croazia Siniša Skelin - Nikša Skelin                  | Sudafrica Donovan Cech - Ramon di Clemente                     |
| Pechino 2008                                               | Australia Drew Ginn - Duncan Free                  | Canada David Calder - Scott Frandsen                  | Nuova Zelanda Nathan Twaddle - George Bridgewater              |
| Londra 2012                                                | Nuova Zelanda Eric Murray - Hamish Bond            | Francia Germain Chardin - Dorian Mortelette           | Gran Bretagna George Nash - William Satch                      |
| Rio de Janeiro 2016                                        | Nuova Zelanda Eric Murray - Hamish Bond            | Sudafrica Lawrence Brittain - Shaun Keeling           | Italia Marco Di Costanzo - Giovanni Abagnale                   |
| Tokyo 2020                                                 | Croazia Martin Sinković - Valent Sinković          | Romania Marius Cozmiuc - Ciprian Tudosă               | Danimarca Frederic Vystavel - Joachim Sutton                   |
| Parigi 2024                                                | Croazia Martin Sinković - Valent Sinković          | Gran Bretagna Oliver Wynne-Griffith - Thomas George   | Svizzera Roman Röösli - Andrin Gulich                          |
| Nazione meglio premiata: Gran Bretagna (6/3/2)             |                                                    |                                                       |                                                                |

### Quattro senza (4-)
| Edizione                                       | Oro           | Argento          | Bronzo           |
| ---------------------------------------------- | ------------- | ---------------- | ---------------- |
| Parigi 1900                                    | Francia       | Francia          | Francia          |
| Saint Louis 1904                               | Stati Uniti   | Stati Uniti      | Stati Uniti      |
| Londra 1908                                    | Gran Bretagna | Gran Bretagna    | Canada           |
| Londra 1908                                    | Gran Bretagna | Gran Bretagna    | Paesi Bassi      |
| Parigi 1924                                    | Gran Bretagna | Canada           | Svizzera         |
| Amsterdam 1928                                 | Gran Bretagna | Stati Uniti      | Italia           |
| Los Angeles 1932                               | Gran Bretagna | Germania         | Italia           |
| Berlino 1936                                   | Germania      | Gran Bretagna    | Svizzera         |
| Londra 1948                                    | Italia        | Danimarca        | Stati Uniti      |
| Helsinki 1952                                  | Jugoslavia    | Francia          | Finlandia        |
| Melbourne 1956                                 | Canada        | Stati Uniti      | Francia          |
| Roma 1960                                      | Stati Uniti   | Italia           | Unione Sovietica |
| Tokyo 1964                                     | Danimarca     | Gran Bretagna    | Stati Uniti      |
| Città del Messico 1968                         | Germania Est  | Ungheria         | Italia           |
| Monaco di Baviera 1972                         | Germania Est  | Nuova Zelanda    | Germania Ovest   |
| Montréal 1976                                  | Germania Est  | Norvegia         | Unione Sovietica |
| Mosca 1980                                     | Germania Est  | Unione Sovietica | Gran Bretagna    |
| Los Angeles 1984                               | Nuova Zelanda | Stati Uniti      | Danimarca        |
| Seul 1988                                      | Germania Est  | Stati Uniti      | Germania Ovest   |
| Barcellona 1992                                | Australia     | Stati Uniti      | Slovenia         |
| Atlanta 1996                                   | Australia     | Francia          | Gran Bretagna    |
| Sydney 2000                                    | Gran Bretagna | Italia           | Australia        |
| Atene 2004                                     | Gran Bretagna | Canada           | Italia           |
| Pechino 2008                                   | Gran Bretagna | Australia        | Francia          |
| Londra 2012                                    | Gran Bretagna | Australia        | Stati Uniti      |
| Rio de Janeiro 2016                            | Gran Bretagna | Australia        | Italia           |
| Tokyo 2020                                     | Australia     | Romania          | Italia           |
| Parigi 2024                                    | Stati Uniti   | Nuova Zelanda    | Gran Bretagna    |
| Nazione meglio premiata: Gran Bretagna (9/3/3) |               |                  |                  |

### Otto con (8+)
| Edizione                                      | Oro                       | Argento                   | Bronzo           |
| --------------------------------------------- | ------------------------- | ------------------------- | ---------------- |
| Parigi 1900                                   | Stati Uniti               | Belgio                    | Paesi Bassi      |
| Saint Louis 1904                              | Stati Uniti               | Canada                    | —                |
| Londra 1908                                   | Gran Bretagna             | Belgio                    | Canada           |
| Londra 1908                                   | Gran Bretagna             | Belgio                    | Gran Bretagna    |
| Stoccolma 1912                                | Gran Bretagna             | Gran Bretagna             | Germania         |
| Anversa 1920                                  | Stati Uniti               | Gran Bretagna             | Norvegia         |
| Parigi 1924                                   | Stati Uniti               | Canada                    | Italia           |
| Amsterdam 1928                                | Stati Uniti               | Gran Bretagna             | Canada           |
| Los Angeles 1932                              | Stati Uniti               | Italia                    | Canada           |
| Berlino 1936                                  | Stati Uniti               | Italia                    | Germania         |
| Londra 1948                                   | Stati Uniti               | Gran Bretagna             | Norvegia         |
| Helsinki 1952                                 | Stati Uniti               | Unione Sovietica          | Australia        |
| Melbourne 1956                                | Stati Uniti               | Canada                    | Australia        |
| Roma 1960                                     | Squadra Unificata Tedesca | Canada                    | Cecoslovacchia   |
| Tokyo 1964                                    | Stati Uniti               | Squadra Unificata Tedesca | Cecoslovacchia   |
| Città del Messico 1968                        | Germania Ovest            | Australia                 | Unione Sovietica |
| Monaco di Baviera 1972                        | Nuova Zelanda             | Stati Uniti               | Germania Est     |
| Montréal 1976                                 | Germania Est              | Gran Bretagna             | Nuova Zelanda    |
| Mosca 1980                                    | Germania Est              | Gran Bretagna             | Unione Sovietica |
| Los Angeles 1984                              | Canada                    | Stati Uniti               | Australia        |
| Seul 1988                                     | Germania Ovest            | Unione Sovietica          | Stati Uniti      |
| Barcellona 1992                               | Canada                    | Romania                   | Germania         |
| Atlanta 1996                                  | Paesi Bassi               | Germania                  | Russia           |
| Sydney 2000                                   | Gran Bretagna             | Australia                 | Croazia          |
| Atene 2004                                    | Stati Uniti               | Paesi Bassi               | Australia        |
| Pechino 2008                                  | Canada                    | Gran Bretagna             | Stati Uniti      |
| Londra 2012                                   | Germania                  | Canada                    | Gran Bretagna    |
| Rio de Janeiro 2016                           | Gran Bretagna             | Germania                  | Paesi Bassi      |
| Tokyo 2020                                    | Nuova Zelanda             | Germania                  | Gran Bretagna    |
| Parigi 2024                                   | Gran Bretagna             | Paesi Bassi               | Stati Uniti      |
| Nazione meglio premiata: Stati Uniti (12/2/2) |                           |                           |                  |

### Doppio (2x) pesi leggeri
| Edizione                                 | Oro                                            | Argento                                               | Bronzo                                               |
| ---------------------------------------- | ---------------------------------------------- | ----------------------------------------------------- | ---------------------------------------------------- |
| Atlanta 1996                             | Svizzera Michael Gier - Markus Gier            | Paesi Bassi Maarten van der Linden - Pepijn Aardewijn | Australia Bruce Hick - Anthony Edwards               |
| Sydney 2000                              | Polonia Tomasz Kucharski - Robert Sycz         | Italia Elia Luini - Leonardo Pettinari                | Francia Pascal Touron - Thibaud Chapelle             |
| Atene 2004                               | Polonia Tomasz Kucharski - Robert Sycz         | Francia Frédéric Dufour - Pascal Touron               | Grecia Vasileios Polymeros - Nikolaos Skiathitis     |
| Pechino 2008                             | Gran Bretagna Zac Purchase - Mark Hunter       | Grecia Dimitrios Mougios - Vasileios Polymeros        | Danimarca Mads Rasmussen - Rasmus Quist Hansen       |
| Londra 2012                              | Danimarca Mads Rasmussen - Rasmus Quist Hansen | Gran Bretagna Zac Purchase - Mark Hunter              | Nuova Zelanda Storm Uru - Peter Taylor               |
| Rio de Janeiro 2016                      | Francia Pierre Houin - Jérémie Azou            | Irlanda Gary O'Donovan - Paul O'Donovan               | Norvegia Kristoffer Brun - Are Strandli              |
| Tokyo 2020                               | Irlanda Fintan McCarthy - Paul O'Donovan       | Germania Jonathan Rommelmann - Jason Osborne          | Italia Stefano Oppo - Pietro Ruta                    |
| Parigi 2024                              | Irlanda Fintan McCarthy - Paul O'Donovan       | Italia Stefano Oppo - Gabriel Soares                  | Grecia Petros Gkaidatzis - Antonios Papakonstantinou |
| Nazione meglio premiata: Irlanda (2/1/0) |                                                |                                                       |                                                      |

## Eventi esclusi dal programma olimpico

### Due con (2+)
| Edizione                                                   | Oro                       | Argento                   | Bronzo           |
| ---------------------------------------------------------- | ------------------------- | ------------------------- | ---------------- |
| Parigi 1900                                                | Paesi Bassi               | Francia                   | Francia          |
| Atene 1906                                                 | Italia                    | Italia                    | Francia          |
| Atene 1906                                                 | Italia                    | Squadra mista             | Francia          |
| Evento non incluso nel programma olimpico dal 1904 al 1912 |                           |                           |                  |
| Anversa 1920                                               | Italia                    | Francia                   | Svizzera         |
| Parigi 1924                                                | Svizzera                  | Italia                    | Stati Uniti      |
| Amsterdam 1928                                             | Svizzera                  | Francia                   | Belgio           |
| Los Angeles 1932                                           | Stati Uniti               | Polonia                   | Francia          |
| Berlino 1936                                               | Germania                  | Italia                    | Francia          |
| Londra 1948                                                | Danimarca                 | Italia                    | Ungheria         |
| Helsinki 1952                                              | Francia                   | Germania Ovest            | Danimarca        |
| Melbourne 1956                                             | Stati Uniti               | Squadra Unificata Tedesca | Unione Sovietica |
| Roma 1960                                                  | Squadra Unificata Tedesca | Unione Sovietica          | Stati Uniti      |
| Tokyo 1964                                                 | Stati Uniti               | Francia                   | Paesi Bassi      |
| Città del Messico 1968                                     | Italia                    | Paesi Bassi               | Danimarca        |
| Monaco di Baviera 1972                                     | Germania Est              | Cecoslovacchia            | Romania          |
| Montréal 1976                                              | Germania Est              | Unione Sovietica          | Cecoslovacchia   |
| Mosca 1980                                                 | Germania Est              | Unione Sovietica          | Jugoslavia       |
| Los Angeles 1984                                           | Italia                    | Romania                   | Stati Uniti      |
| Seul 1988                                                  | Italia                    | Germania Est              | Gran Bretagna    |
| Barcellona 1992                                            | Gran Bretagna             | Italia                    | Romania          |
| Nazione meglio premiata: Italia (4/4/0)                    |                           |                           |                  |

### Quattro con (4+)
| Edizione                                                   | Oro                       | Argento          | Bronzo             |
| ---------------------------------------------------------- | ------------------------- | ---------------- | ------------------ |
| Parigi 1900                                                | Germania                  | Paesi Bassi      | Germania           |
| Atene 1906                                                 | Italia                    | Francia          | Francia            |
| Evento non incluso nel programma olimpico dal 1904 al 1908 |                           |                  |                    |
| Stoccolma 1912                                             | Germania                  | Gran Bretagna    | Danimarca Norvegia |
| Anversa 1920                                               | Svizzera                  | Stati Uniti      | Norvegia           |
| Parigi 1924                                                | Svizzera                  | Francia          | Stati Uniti        |
| Amsterdam 1928                                             | Italia                    | Svizzera         | Polonia            |
| Los Angeles 1932                                           | Germania                  | Italia           | Polonia            |
| Berlino 1936                                               | Germania                  | Svizzera         | Francia            |
| Londra 1948                                                | Stati Uniti               | Svizzera         | Danimarca          |
| Helsinki 1952                                              | Cecoslovacchia            | Svizzera         | Stati Uniti        |
| Melbourne 1956                                             | Italia                    | Svezia           | Finlandia          |
| Roma 1960                                                  | Squadra Unificata Tedesca | Francia          | Italia             |
| Tokyo 1964                                                 | Squadra Unificata Tedesca | Italia           | Paesi Bassi        |
| Città del Messico 1968                                     | Nuova Zelanda             | Germania Est     | Svizzera           |
| Monaco di Baviera 1972                                     | Germania Ovest            | Germania Est     | Cecoslovacchia     |
| Montréal 1976                                              | Unione Sovietica          | Germania Est     | Germania Ovest     |
| Mosca 1980                                                 | Germania Est              | Unione Sovietica | Polonia            |
| Los Angeles 1984                                           | Gran Bretagna             | Stati Uniti      | Nuova Zelanda      |
| Seul 1988                                                  | Germania Est              | Romania          | Nuova Zelanda      |
| Barcellona 1992                                            | Romania                   | Germania         | Polonia            |
| Nazione meglio premiata: Germania (4/1/1)                  |                           |                  |                    |

### Quattro con (4+) inriggers
| Edizione       | Oro       | Argento | Bronzo   |
| -------------- | --------- | ------- | -------- |
| Stoccolma 1912 | Danimarca | Svezia  | Norvegia |

### Quattro senza (4-) pesi leggeri
| Edizione                                   | Oro       | Argento       | Bronzo      |
| ------------------------------------------ | --------- | ------------- | ----------- |
| Atlanta 1996                               | Danimarca | Canada        | Stati Uniti |
| Sydney 2000                                | Francia   | Australia     | Danimarca   |
| Atene 2004                                 | Danimarca | Australia     | Italia      |
| Pechino 2008                               | Danimarca | Polonia       | Canada      |
| Londra 2012                                | Sudafrica | Gran Bretagna | Danimarca   |
| Rio de Janeiro 2016                        | Svizzera  | Danimarca     | Francia     |
| Nazione meglio premiata: Danimarca (3/1/2) |           |               |             |

### Lance navali
| Edizione   | Oro        | Argento | Bronzo  |
| ---------- | ---------- | ------- | ------- |
| Atene 1906 | Sei con    | Sei con | Sei con |
| Atene 1906 | Italia     | Grecia  | Grecia  |
| Atene 1906 | Sedici con |         |         |
| Atene 1906 | Grecia     | Grecia  | Italia  |